# تصفیه فاضلاب

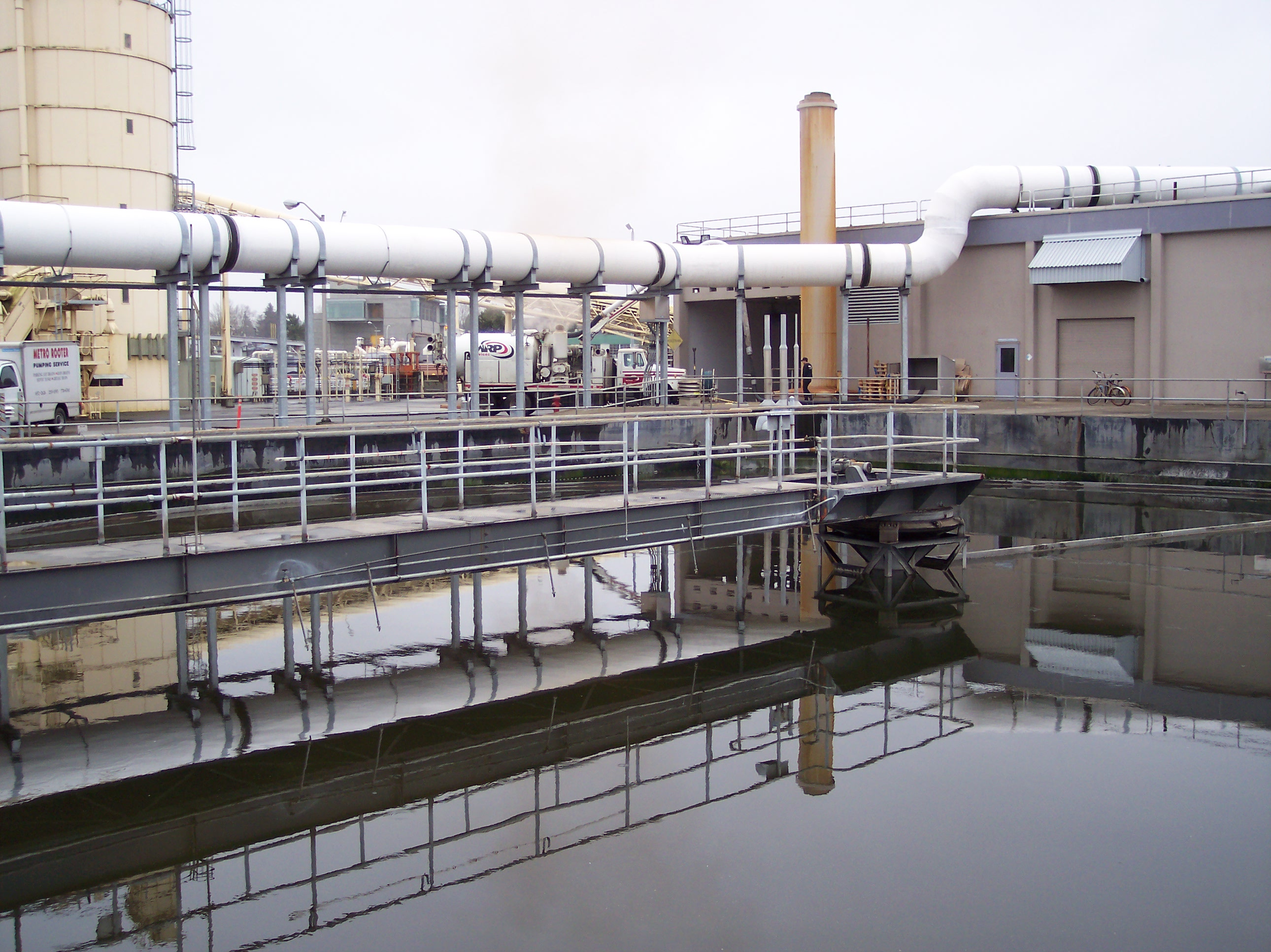
یک مرکز تصفیه فاضلاب در اورگان آمریکا

تصفیه فاضلاب پس از مصرف آب، توسط انسان یا صنعت، به آب مواد محلول و نامحلول اضافه می‌شود، به محصول جدید فاضلاب می‌گوییم. برای خارج نمودن مواد اضافه شده به فاضلاب که منجر به آلودگی آن شده است روش‌های مختلفی وجود دارد فرایند حذف مواد آلاینده از فاضلاب را تصفیه فاضلاب می‌گویند. این فاضلاب می‌تواند یک فاضلاب انسانی یا فاضلاب صنعتی باشد. به منظور انجام تصفیه فاضلاب از روشهای مختلف فیزیکی، شیمیایی یا بیولوژیکی استفاده می‌شود که به آنها فرآیندهای تصفیه فاضلاب گفته می‌شود. به کمک این فرایندها مواد آلاینده موجود در فاضلاب از آن خارج می‌شود و پساب خروجی حاصل از تصفیه فاضلاب، برای محیط زیست بی خطر یا کم خطر است. معمولاً محصولات تصفیه فاضلاب، ۹۹٪ پساب تصفیه شده و ۱٪ زباله نیمه‌جامد است که لجن فاضلاب نامیده می‌شود و لجن معمولاً نیازمند تصفیه و تثبیت پیش از دفع در محیط زیست می‌باشد.

## منشأ فاضلاب
فاضلاب بهداشتی به واسطه استفاده انسان از آب برای مصارف زندگی تحت نام فاضلاب بهداشتی (خانگی، شهری) شناخته می‌شود و فاضلاب خانگی معمولاً یک فاضلاب رقیق بوده و از طریق فرآیندهای بیولوژیکی به راحتی تصفیه می‌شود. فاضلاب خانگی شامل خروجی توالت، حمام، دوش، آشپزخانه و روشویی است.
دورریز مایع، پس از مصرف آب در صنعت، پساب صنعتی می‌گویند. پساب صنعتی ناشی از شستشوی سالنها یا تجهیزات صنعتی، خنک کاری و سایر موارد می‌باشد و از لحاظ کیفیت آلودگی با توجه به نوع صنعت بسیار متنوع است. برخی از پساب‌های صنعتی محتوی فلزات سنگین هستند و برای محیط زیست خطرناک هستند.
در ایران از کلمه فاضلاب برای فاضلاب بهداشتی که محتوی کلی فرم و آلودگی میکروبی است استفاده می‌شود
و
از واژه پساب برای پساب صنعتی استفاده می‌شود.

## فرایند تصفیه

### مقدمه
جمع‌آوری و تصفیهٔ فاضلاب، تابع استانداردها و قواعد محلی و کشوری است.
تصفیهٔ فاضلاب عموماً از سه مرحله تشکیل می‌شود که تصفیهٔ اولیه، ثانویه و ثالثه نامیده می‌شوند. در تصفیه اولیه یا پیش تصفیه عمدتاً حذف مواد جامد و معلق در فاضلاب انجام می‌شود. در تصفیه ثانویه مواد محلول و کلوئیدی در فاضلاب در حد استانداردهای محیط زیست کاهش می‌یابد و در تصفیه پیشرفته پساب برای استفاده مجدد و بازگرانی تصفیه می‌شود.

### روش‌های تصفیه فاضلاب
1. روش‌های فیزیکی
2. روش‌های شیمیایی
3. روش‌های بیولوژیکی

روش‌های فیزیکی شامل آشغال‌گیری، دانه‌گیری، فیلتراسیون و ته‌نشینی می‌باشد. این روش‌ها برای حذف مواد نامحلول در فاضلاب کاربرد دارند و ساده‌ترین و ارزان‌ترین روش کاهش آلودگی فاضلاب می‌باشند. و برای حذف ذرات نامحلول بالای ۵۰ میکرون کاربرد دارند.
روش شیمیایی شامل انعقاد و لخته‌سازی، تبادل یون و تنظیم pH می‌باشد. روش‌های شیمیایی نسبت به روش‌های فیزیکی پیچیده‌تر و هزینه بر بوده و همچنین از لحاظ هزینه خرید و نگهداری مواد شیمیایی و بهره‌برداری نیز مناسب نیستند. به همین دلایل سعی می‌شود حتی الامکان از این روش برای حذف آلاینده‌ها استفاده نشود. در عین حال برای تصفیه بعضی از فاضلاب‌های صنعتی چاره ای غیر از تصفیه شیمیایی وجود ندارد.
روش بیولوژیکی در واقع کپی برداری بشر از طبیعت برای پالایش، هضم و تصفیه مواد آلی در طبیعت می‌باشد در طبیعت مواد آلی توسط میکرواورگانیسم‌ها تجزیه و تصفیه می‌شود باکتری‌های تجزیه کننده یا پاک کننده محیط از لحاظ نیاز و نحوه مصرف اکسیژن به سه نوع باکتری بی هوازی، باکتری هوازی، باکتری آنوکسیک تقسیم می‌شوند. با توجه به کیفیت فاضلاب از یکی از روش‌های هوازی یا بی‌هوازی یا آنوکسیک یا ترکیبی استفاده می‌شود. روش‌های بیولوژیکی برای تصفیه فاضلاب‌های انسانی، صنایع غذایی، کشتارگاه‌ها، لبنیات و فاضلاب محتوی مواد آلی قابل تجزیه بیولوژیکی استفاده می‌شود.

### فرآیندهای پرکاربرد

#### لجن فعال متعارف
در این سیستم، فاضلاب آشغال‌گیری و دانه‌گیری شده پس از عبور از واحد ته‌نشینی اولیه، وارد واحد هوادهی می‌شود و پس از آن به منظور جداسازی لخته‌های بیولوژیکی تشکیل شده، به واحد ته‌نشینی راه می‌یابد و بخشی از لجن ته‌نشین شده به منظور تأمین بیومس سلولی در واحد هوادهی مجدداً به این واحد برگشت داده می‌شود. این فرایند معمولاً برای فاضلاب‌های با قدرت کم استفاده می‌شود و زمان ماند در این سیستم‌ها معمولاً کوتاه می‌باشد.

#### هوادهی گسترده
این فرایند در حقیقت یکی از پرکاربردترین و مؤثرترین از اصلاحات لجن فعال است که از ویژگی‌های بارز این سیستم زمان ماند طولانی و تثبیت نسبتاً کامل جامدات آلی می‌باشد. در ابتدا این سیستم برای تصفیه جریان فاضلاب تولیدی جوامع کوچک مسکونی مورد استفاده قرار می‌گرفت. مدت زمان هوادهی در این سیستم بین ۱۸ تا ۳۶ ساعت می‌باشد و مقدار لجن حاصل از این فرایند نسبتاً کم و از نظر کیفیت بیولوژیکی تثبیت شده تر نسبت به فرایندهای مشابه می‌باشد.
فناوری تصفیه فاضلاب صنعتی
فرآیندهای تکنولوژیکی بر اساس فرآیندهای فیزیکی و شیمیایی اساسی، فرآیندهای فیزیکی، فرآیندهای اکسیداسیون پیشرفته انتخاب می‌شوند:
- فرایند انعقاد
- فرایند ته‌نشینی جاذبه
- اکسیداسیون پیشرفته
- فرایند فیلتراسیون جذب

فاضلاب هر فرایند تولید به‌طور جداگانه توسط سیستم جمع‌آوری جمع آوری شده و در مخزن تهویه سیستم تصفیه فاضلاب قرار می‌گیرد.
فرآیندهای تصفیه فاضلاب بر اساس فرآیندهایی که بر اساس آنها انجام می‌شود نامگذاری شده است به شرح زیر است:

##### تصفیه مکانیکی
که در آن روشهای تصفیه ماهیتی فیزیکی دارند.
تصفیه مکانیکی سوسپانسیون‌های درشت را حفظ می‌کند. برای نگهداری آنها از گریل، الک، فیلتر شنی، جداکننده چربی و دکانتر استفاده می‌شود.
رنده‌ها اجسام شناور درشت را به صورت معلق در فاضلاب نگه می‌دارند (پارچه‌ها، کاغذها، جعبه‌ها، الیاف و غیره). مواد باقی مانده روی توری‌ها به این ترتیب تخلیه می‌شوند تا در گودال‌ها ذخیره یا سوزانده شوند.
در برخی موارد، می‌توان آنها را با برش به اندازه ۰٫۵–۱٫۵ میلی‌متر در تجزیه کننده‌های مکانیکی خرد کرد. جداکننده‌ها مستقیماً در کانال دسترسی به فاضلاب خام نصب می‌شوند، به گونه ای که آویزهای متلاشی شده می‌توانند از توری‌ها عبور کرده و همزمان با بدنه‌های باقی مانده تخلیه شوند.
جداکننده‌های شن و ماسه برای یک تصفیه خانه فاضلاب ضروری هستند، به شرط اینکه یک سیستم فاضلاب واحد وجود داشته باشد، زیرا ماسه عمدتاً توسط آب باران آورده می‌شود. شن و ماسه نباید به مراحل پیشرفته تصفیه خانه برسد تا باعث ایراداتی درون آن شود.

##### تصفیه شیمیایی
که در آن روش‌های خالص سازی ماهیت فیزیکی-شیمیایی دارند.
تصفیه شیمیایی نقش کاملاً مشخصی در فرایند فناوری دارد که به وسیله آن بخشی از محتوای ناخالصی فاضلاب حذف می‌شود.

##### تصفیه شیمیایی با انعقاد
لخته سازی منجر به کاهش محتوای مواد آلی بیان شده در CBO5 تقریباً می‌شود. ۲۰–۳۰٪ اجازه می‌دهد تا از بارگذاری بیش از حد لجن فعال با مواد آلی جلوگیری شود.
فرایند انعقاد لخته سازی شامل تصفیه فاضلاب با معرف‌های شیمیایی، در مورد حاضر، سولفات آهن کلردار و آب آهک است که دارای خاصیت تشکیل یون‌های مشترک با ماده آلی موجود در آب است و به صورت تکه‌های بزرگ تجمع می‌یابد.
به صورت رسوب ته‌نشین می‌شود. عامل اصلی در فرایند انعقاد لخته سازی یون Fe3+ است که از اکسید کردن سولفات آهن با هیپوکلریت سدیم به دست می‌آید. آهک که همراه با سولفات آهن اضافه می‌شود، نقش تسریع در فرایند تشکیل پولک و ته‌نشین شدن رسوب تشکیل شده را دارد.

#### گندانبار یا سپتیک تانک
گندانبار یا سپتیک تانک را می‌توان از یکی از اجزاء ابتدایی و کلیدی سیستم‌های تصفیه فاضلاب به حساب آورد. در اصل تانک برای متقاضیانی که امکان فضایی یا امکان مالی اجرای تصفیه خانه فاضلاب را ندارند، کاربرد دارد. داخل سپتیک تانک‌ها با توجه به زمان ماند فرایندهای فیزیکی و بیولوژیکی تصفیه فاضلاب انجام می‌گیرد.
سپتیک تانک‌ها از جنس‌های بتنی، پلی اتیلنی، فایبرگلاس می‌باشند کار سپتیک تانک پلی اتیلن تصفیه میکروبی فاضلاب به کمک فرایندهای ته‌نشینی T شناورسازی و بیولوژیکی روی آن می‌باشد و همچنین جلوگیری از کور شدن سوراخ‌های چاه‌های جذبی که پذیرنده فاضلاب هستند.
مخزن سپتیک یک محفظه زیرزمینی ساخته شده از بتن، فایبرگلاس یا پلاستیک است که از طریق آن فاضلاب خانگی (فاضلاب) برای تصفیه اولیه جریان می‌یابد. فرایندهای ته‌نشینی و بی هوازی، مواد جامد و مواد آلی را کاهش می‌دهد، اما بازده تصفیه فقط متوسط است (که به آن «تصفیه اولیه» گفته می‌شود).
سیستم‌های سپتیک تانک نوعی تأسیسات فاضلاب در محل ساده (OSSF) است. می‌توان از آنها در مناطقی که به سیستم فاضلاب متصل نیستند مانند مناطق روستایی استفاده کرد. پساب مایع تصفیه شده معمولاً در یک قسمت تخلیه می‌شود، که این امر تصفیه بیشتری را فراهم می‌کند. وگرنه، آلودگی آب‌های زیرزمینی ممکن است رخ دهد و می‌تواند یک مشکل باشد.
اصطلاح “سپتیک” به محیط باکتریایی بی هوازی گفته می‌شود که در مخزن ایجاد می‌شود و پساب‌های تخلیه شده در مخزن را تجزیه می‌کند. فرایندهایی که انجام می‌گردد، شامل فرایندهای ته‌نشینی، شناور سازی، فرایندهای بی‌هوازی بیولوژیکی می‌باشند. با انجام فرایندهای مذکور بخش بزرگی از آلودگی موجود در فاضلاب داخل سپتیک تانک کاهش می‌یابد. به دلیل جلوگیری از اختلال در عملکرد سپتیک تانک بهتر است از ورود مواد زیر به داخل سپتیک تانک جلوگیری به عمل آید:
- روغن و چربی‌ها
- الیاف‌های کاغذی
- پوشک و پد بهداشتی
- موادی نظیر حلال‌ها، رنگ‌ها، سموم کشاورزی و شیمیایی

نکته! ورود این‌گونه مواد به داخل سپتیک تانک به همراه فاضلاب باعث گرفتگی لوله‌ها و اختلال در کامل شدن فرایندهای داخل سپتیک تانک می‌شود.